# آن ایک-سو
آن ایک-سو (انگلیسی: An Ik-soo؛ زادهٔ ۶ مهٔ ۱۹۶۵) بازیکن سابق و مربی فوتبال اهل کره جنوبی است.
از باشگاه‌هایی که در آن بازی کرده‌است می‌توان به باشگاه فوتبال پوهانگ استیلرز و باشگاه فوتبال سئونگنام اشاره کرد.
وی همچنین در تیم ملی فوتبال کره جنوبی بازی کرده‌است.
وی در مسابقات کشوری و بین‌المللی در مجموع برندهٔ ۱ مدال طلا شده‌است.